# Sap (álbum)
Sap es un extended play (EP) acústico de la banda estadounidense Alice in Chains. Fue publicado el 4 de febrero de 1992 a través del sello discográfico Columbia Records. El nombre del EP proviene de un sueño que tuvo el batería de la banda, Sean Kinney, en el que en una rueda de prensa la banda anunciaba que el nombre del disco sería Sap debido al sonido más suave ("sappy" en inglés) que iba a tener el EP.
Posteriormente, tuvo un relanzamiento en 1994 junto con Jar of Flies, otro de los acústicos de Alice in Chains. Por otra parte, la canción «Got Me Wrong» se hizo famosa gracias a su aparición en la película Clerks.

## Lista de canciones
Todas las letras escritas por Jerry Cantrell, excepto «Am I Inside» por Layne Staley.
| N.º | Título                         | Duración |  |
| 1.  | «Brother»                      | 4:27     |  |
| 2.  | «Got Me Wrong»                 | 4:12     |  |
| 3.  | «Right Turn» (Alice Mudgarden) | 3:17     |  |
| 4.  | «Am I Inside»                  | 5:09     |  |
| 5.  | «Love Song» (Pista oculta)     | 3:44     |  |

Notas
- La canción "Love Song" no aparece listada en la contraportada del EP.
- "Right Turn" es una canción compuesta originalmente por el supergrupo de grunge Alice Mudgarden, formado por miembros de Alice In Chains, Mudhoney y Soundgarden.

## Formación
- Layne Staley - Voz en todas las canciones menos en "Love Song", en donde toca la batería
- Jerry Cantrell - Guitarra en todas las canciones excepto en "Love Song", donde toca el bajo; coros
- Mike Starr - Bajo en todas las canciones excepto en "Love Song", en la que aparece tocando la guitarra
- Sean Kinney - Batería y percusión en todas las canciones menos en "Love Song", en donde toca el piano
- Mark Arm - Voz en "Right Turn"
- Chris Cornell - Voz en "Right Turn"
- Ann Wilson - Coros en "Brother" y "Am I Inside"

## Álbum
| Lista (1994)                                   | Posición más alta |
| ---------------------------------------------- | ----------------- |
| Australia (ARIA) con Jar of Flies              | 2                 |
| Danish Singles (IFPI)                          | 6                 |
| Suecia (Sverigetopplistan) con Jar of Flies    | 8                 |
| Reino Unido (UK Albums Chart) con Jar of Flies | 4                 |

| Lista (2020)                     | Posición más alta |
| -------------------------------- | ----------------- |
| Estados Unidos (Billboard 200)   | 134               |
| Estados Unidos (Top Rock Albums) | 20                |

### Sencillos
Billboard (Norteamérica)
| Año  | Sencillo       | Ranking                | Posición |
| ---- | -------------- | ---------------------- | -------- |
| 1995 | "Got Me Wrong" | Mainstream Rock Tracks | 7        |
| 1995 | "Got Me Wrong" | Modern Rock Tracks     | 22       |

## Certificaciones
| País (Certificador) | Certificación | Ventas certificadas |
| --- | ------------- | ------------------- |
| Estados Unidos (RIAA) | Oro           | 500 000*            |
| ^cifras de envíos basadas únicamente en la certificación xcifras no especificadas basadas únicamente en la certificación |               |                     |